# Kinnevalds kontrakt
Kinnevalds kontrakt var ett kontrakt i Växjö stift inom Svenska kyrkan i Kronobergs län som funnits under två tidsperioder. Kontraktets upplöstes 2012 och dess församlingar överfördes till Östra Värends kontrakt.
Kontraktskoden var 0601.

## Administrativ historik
Den första äldre Kinnevalds kontrakt upphörde halvårsskiftet 1936 och uppgick då i Kinnevalds och Norrvidinge kontrakt. Detta äldre Kinnevalds kontrakt bestod 1905 av
- Växjö stadsförsamling
- Växjö landsförsamling
- Bergunda församling
- Öja församling
- Urshults församling
- Almundsryds församling
- Kalvsviks församling
- Jäts församling
- Tävelsås församling
- Vederslöv församling
- Dänningelanda församling
- Öjaby församling
- Härlövs församling som 30 april 1924 överfördes till Allbo kontrakt.

Kontraktet återbildades 1995 
Från Kinnevalds och Norrvidinge kontrakt
- Växjö domkyrkoförsamling
- Vederslövs församling som 2002 uppgick i Vederslöv-Dänningelanda församling
- Dänningelanda församling som 2002 uppgick i Vederslöv-Dänningelanda församling
- Tävelsås församling
- Kalvsviks församling
- Öja församling
- Skogslyckans församling
- Öjaby församling
- Örs församling som 2010 uppgick i Ör-Ormesberga församling
- Ormesberga församling som 2010 uppgick i Ör-Ormesberga församling
- Bergunda församling
- Teleborgs församling bildad 1995
- Växjö Maria församling bildad 1995

Från Konga kontrakt
- Hemmesjö med Tegnaby församling
- Furuby församling

1 november 2008 tillfördes från Allbo kontrakt
- Aneboda församling som 2010 uppgick i Aneboda-Asa-Bergs församling
- Asa församling som 2010 uppgick i Aneboda-Asa-Bergs församling
- Bergs församling som 2010 uppgick i Aneboda-Asa-Bergs församling

## Kontraktsprostar
- Samuel Cronander 1789-